# Marea Mediterană
Marea Mediterană (sau simplu Mediterana) este o mare de tip mediteraneean cuprinsă între Europa centrală, Asia occidentală și Africa de nord, care comunică cu Atlanticul oriental. Cu 2,5 milioane de km² și aproximativ 3.650 km lungime, este marea cea mai mare din lume. Apele sale, care scaldă cele trei peninsule ale Europei (Iberică, Italică și Balcanică), comunică cu Atlanticul prin intermediul strâmtorii Gibraltar, cu Marea Neagră prin strâmtorile Bosfor și Dardanele și cu Marea Roșie prin canalul Suez.

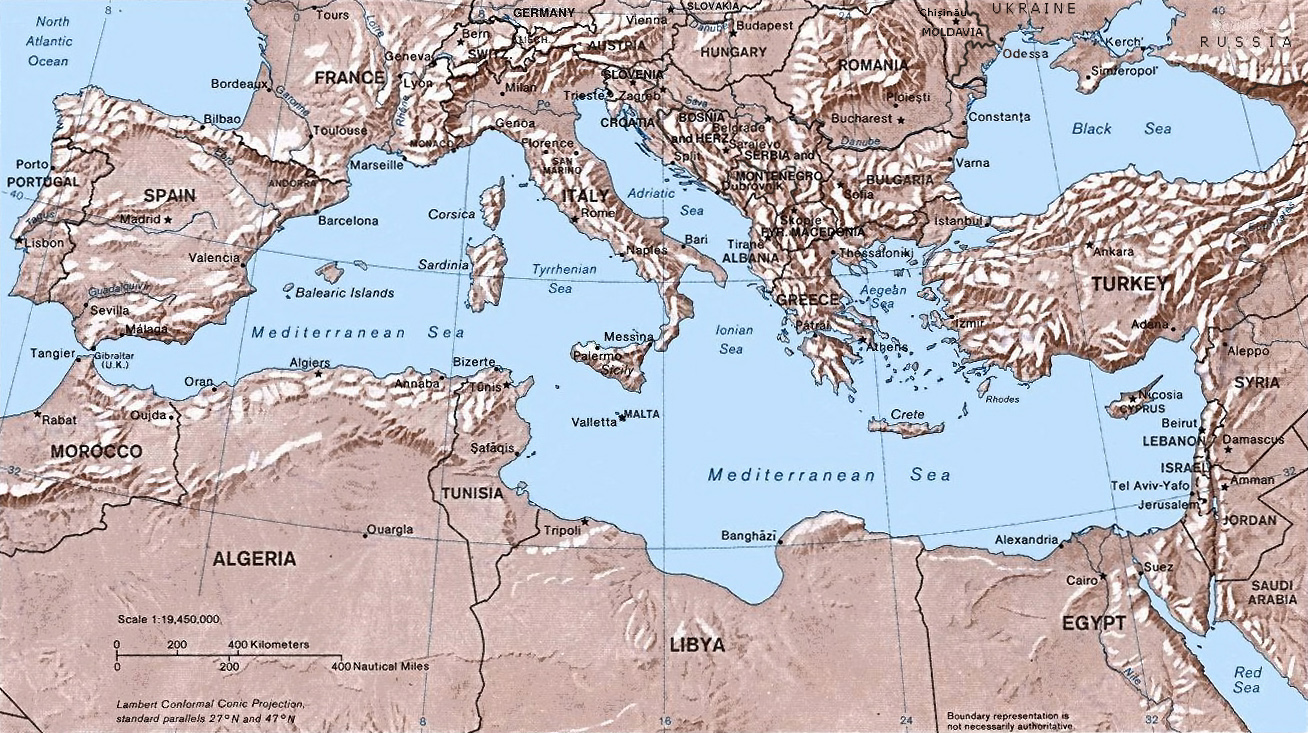
Marea Mediterană

## Subdiviziuni
Marea Mediterană are următoarele subdiviziuni (de la nord-est la vest):
- Marea Traciei
- Marea Egee
- Marea Cretei
- Marea Ionică
- Marea Adriatică
- Marea Tireniană
- Marea Ligurică
- Marea Balearelor (sau Marea Iberică)
- Marea Alboran
- Partea de sud-est a Mediteranei dintre Tunisia și coasta ei estică nu poartă un nume deosebit.

## Țări de coastă
Țările situate pe coasta Mediteranei sunt:
- Spania, Franța, Monaco, Italia, Slovenia, Croația, Bosnia și Herțegovina, Muntenegru, Albania, Grecia și Turcia pe coasta nordică;
- Siria, Liban și Israel pe coasta estică;
- Egipt, Libia, Tunisia, Algeria și Maroc, pe coasta sudică

## Insule
Cele mai importante insule din Mediterana sunt: 
- Cipru, Creta (Grecia) și Rodos (Grecia) în est;
- Corsica (Franța), Sardinia (Italia), Sicilia (Italia) și Malta în centru;
- Mallorca și Menorca (Minorca) (ambele Spania) în vest (ținând de Insulele Baleare).

Dintre aceste insule, Cipru și Malta sunt națiuni (state) insulare independente.

## Cifre (aproximative)
- Suprafață: 2,51 milioane km²
- Dimensiuni: 4.000 km de la vest la est, 800 km de la nord la sud; 46.000 km de litoral
- Adâncime: medie: 1.370 m, maximă: 5.210 m (la Matapan, Grecia)
- Schimbarea apei: la fiecare 90 ani
- Producție de pește: 2 % din totalul mondial
- Salinitate medie: 3,5 %
- Râuri și fluvii care se varsă în Mediterană: 69 râuri, care aduc o cantitate de 283 km³ de apă și alte materii pe an
- Fluvii importante: Ebru, Pad, Nil.